# 2. deild Wysp Owczych (1979)
W roku 1979 odbyła się 36. edycja 2. deild Wysp Owczych – drugiej ligi piłki nożnej Wysp Owczych. W rozgrywkach po raz pierwszy brało udział 8 klubów z całego archipelagu (więcej o jeden względem roku poprzedniego). Klub z pierwszego miejsca awansował do 1. deild. W sezonie 1979 był to GÍ Gøta. Klub z ostatniego miejsca spadał do 3. deild, a w roku 1979 był to KÍ II Klaksvík.

## Uczestnicy
| Uczestnicy 2. deild Wysp Owczych 1978                                                                         | Uczestnicy 2. deild Wysp Owczych 1978 | Uczestnicy 2. deild Wysp Owczych 1978 | Uczestnicy 2. deild Wysp Owczych 1978 |
| --- | ------------------------------------- | ------------------------------------- | ------------------------------------- |
| Royn | Royn Hvalba                           | 2                                     |                                       |
| B68 | B68 Toftir                            | 3                                     |                                       |
| EB | EB Eiði                               | 4                                     |                                       |
| Fram | Fram Tórshavn                         | 5                                     |                                       |
| KÍII | KÍ II Klaksvík                        | 6                                     |                                       |
| HBII | HB II Tórshavn                        | 7                                     |                                       |
| Awans z 3. deild Wysp Owczych 1978                                                                            |                                       |                                       |                                       |
| SÍ | SÍ Sørvágur                           | 1                                     |                                       |
| GÍ | GÍ Gøta                               |                                       |                                       |
| Oznaczenia: - kolumna pierwsza – skróty nazw drużyn, - kolumna trzecia – miejsce zajęte w poprzednim sezonie. |                                       |                                       |                                       |

## Tabela ligowa
| Lp. | Drużyna            | M  | Z  | R | P  | Bramki | Bramki | Różn. | Pkt | Uwagi              |
| --- | ------------------ | -- | -- | - | -- | ------ | ------ | ----- | --- | ------------------ |
| 1   | GÍ Gøta (M) (A)    | 14 | 14 | 0 | 0  | 46     | 9      | +37   | 28  | Awans do 1. deild  |
| 2   | B68 Toftir         | 14 | 10 | 0 | 4  | 37     | 22     | +15   | 20  |                    |
| 3   | Royn Hvalba        | 14 | 8  | 1 | 5  | 34     | 19     | +15   | 17  |                    |
| 4   | SÍ Sørvágur        | 14 | 6  | 2 | 6  | 22     | 25     | −3    | 14  |                    |
| 5   | Fram Tórshavn      | 14 | 5  | 3 | 6  | 31     | 28     | +3    | 13  |                    |
| 6   | HB II Tórshavn     | 14 | 5  | 2 | 7  | 21     | 28     | −7    | 12  |                    |
| 7   | EB Eiði            | 14 | 3  | 1 | 10 | 14     | 23     | −9    | 7   |                    |
| 8   | KÍ II Klaksvík (S) | 14 | 0  | 1 | 13 | 9      | 60     | −51   | 1   | Spadek do 3. deild |